# Bob Klose
Rado „Bob” Klose (ur. w 1945 w Cambridge) – brytyjski muzyk i fotograf.
Bob Klose był jednym z członków zespołu Pink Floyd, który grał na gitarze oraz śpiewał. Opuścił zespół przed wydaniem pierwszego singla – Arnold Layne na rzecz pracy jako fotograf. Strona grupy na Facebooku wymienia go jako oficjalnego członka zespołu.
W 2006 wystąpił gościnnie na solowym albumie Davida Gilmoura – On an Island, a w 2015 na Rattle That Lock.